# Stix Hooper
Nesbert 'Stix' Hooper (Houston, 15 augustus 1938) is een Amerikaanse jazzdrummer van de modernjazz en de fusionjazz (die tijdelijk The Crusaders leidde) en muziekfunctionaris.

## Biografie
Hooper trad al als scholier op met bands, die hij leidde. Uit de door hem in 1952 geformeerde The Swingsters ontwikkelde zich later het Modern Jazz Sextet resp. de Nite Hawks. Hooper, die in deze band en de zich daaruit in 1959 vormende Jazz Crusaders resp. Crusaders als leider en drummer fungeerde, studeerde aan de Texas Southern University. Daarnaast werkte hij als begeleider van Harold Land, Freddie Hubbard, George Shearing, Grant Green, Larry Carlton, Med Flory en Bobby Hutcherson. Een eerste album onder zijn eigen naam verscheen in 1979. Vanaf 1983 was Hooper werkzaam voor de televisie, om daarna vice-president van de National Academy of Recording Arts and Sciences te worden. Ook in deze functies trad hij nu en dan op met muzikanten als Randy Crawford, Joe Cocker, Ernestine Anderson en Gerald Wilson.

## Discografie
- 1979: The World Within
- 1983: Touch the Feeling
- 1989: Lay It on the Line